# Lagoa Mirim
Lagoa Mirim (španělsky Laguna Merín) je lagunové jezero na hranici Brazílie a Uruguaye, oddělené od Atlantského oceánu úzkým a nízkým pruhem písku. Jeho plocha činí okolo 3500 km², je protáhlé ze severovýchodu k jihozápadu v délce 185 km, má povodí o rozloze 62 250 km² a maximální hloubka dosahuje 12 metrů. Vlévají se do něj řeky Yaguarón, Cebollatí a Tacuarí, přírodní vodní cesta Canal São Gonçalo je spojuje se severněji ležícím jezerem Lagoa dos Patos. Lagoa dos Patos je větší (odtud název – „mirim“ znamená v guaranštině „menší“) a má na rozdíl od Lagoa Mirim přímé spojení s oceánem.
Lagoa Mirim byla původně součástí oceánu, od něhož ji oddělil vzestup pevniny, který započal před čtyřmi sty tisíci lety, a voda se časem proměnila na sladkou. Na pobřeží jezera se provozuje pastevectví skotu a pěstování rýže. Významný je také turistický ruch, laguna nabízí ideální podmínky pro kitesurfing. Lokalita Taim je chráněna jako ekologická stanice, kde žije kapybara, nutrie říční, tukotuko, nesyt americký, labuť černokrká, hrnčiřík prostý a kajman šíronosý.